# Koolhoven F.K.40
Il Koolhoven F.K.40 fu un aeroplano monomotore da trasporto civile ad ala alta sviluppato dall'azienda aeronautica olandese Koolhoven negli anni venti del XX secolo, e rimasto allo stadio di prototipo.

## Storia del progetto
Su richiesta della compagnia aerea KLM, che voleva un aereo da trasporto passeggeri a 4-6 posti da utilizzare come aero taxi, per voli turistici e trasporto passeggeri, nel 1928 il progettista Frederick Koolhoven, proprietario della omonima ditta di costruzioni aeronautiche progettò il modello F.K.40. Il prototipo (c/n 101) volò per la prima volta nel settembre 1929  con la matricola PH-AES, e il soprannome non ufficiale di "Piet Haas".

## Descrizione tecnica
Aereo da trasporto civile, bimotore, monoplano. L'ala alta a sbalzo aveva struttura completamente lignea, con rivestimento in compensato. Essa era tenuta attaccata alla fusoliera da quattro bulloni per facilitarne lo smontaggio. La fusoliera era costruita in tubi d'acciaio saldati. La cabina di carico, che poteva essere prontamente riconfigurata per trasporto passeggeri, posta o merci, prevedeva 6 posti, oltre a due membri dell'equipaggio, pilota e navigatore. Il carrello d'atterraggio era triciclo posteriore fisso, con le gambe principali dotate di una sola ruota, e collegate nella parte superiore al longherone alare, rinforzate da cavi d'acciaio, mentre in quella inferiore alla fusoliera tramite due montanti a V fissati ai longheroni. Alle estremità della fusoliera era posizionato il pattino d'atterraggio.
La propulsione era assicurata da un motore stellare Gnome-et-Rhône Titan a 5 cilindri, raffreddati ad aria, eroganti la potenza di 230 CV (180 kW), ed azionante un'elica bipala lignea.

## Impiego operativo
Rimase in servizio fino al 7 febbraio 1936, e poi fu venduto il 5 settembre successivo al pilota sportivo E. Jacobs. Il velivolo perse l'immatricolazione olandese il 18 febbraio 1937, quando Jacobs annunciò che l'aereo sarebbe stato trasferito in Francia e lì immatricolato nuovamente. In realtà l'aereo fu acquistato da uno degli intermediari che il governo repubblicano spagnolo aveva mandato in giro per l'Europa alla ricerca di qualsiasi tipo di materiale aeronautico si potesse acquistare.
L'aereo scomparve per un breve periodo, riapparendo poi in Spagna il 28 febbraio 1938, assegnato al Cuarto Sector della Tercera Región Aerea della FARE, che comprendeva i campi d'aviazione di Vendrell, Reus, Pla de Cabra, Villalonga e Pineda. Pilotato dal capitano Francisco Saudí Cervera, tra i mesi di maggio, giugno e luglio il velivolo effettuò voli quotidiani tra Valls e Reus, e saltuari con Vendrell. Il 10 agosto Saudí Cervera arrivò a Reus, e lì gli fu assegnato un nuovo aereo, un monomotore Potez con matricola S-4. Non è noto il destino finale dell'F.K.40.

## Utilizzatori
Spagna
- Fuerzas Aéreas de la República Española[6]

### Annotazioni
1. ↑  L'unico esemplare costruito volò sempre con quattro seggiolini passeggeri.

### Fonti
1. 1 2 3 4 5 6 7  Taylor 1989, p. 561.
2. 1 2 3 4 5  Уголок неба.
3. 1 2 3 4 5  Icaro n.74, octubre 2002, p. 14.
4. ↑  Den Ouden.
5. 1 2 3 4 5 6 7 8  Icaro n.74, octubre 2002, p. 15.
6. ↑   Rafael Ángel Permuy López, La identificación y denominación de los aviones militares españoles (1911 - 1936) (PDF), su ejercitodelaire.mde.es. URL consultato il 19 luglio 2018 (archiviato dall'url originale il 4 marzo 2016).

### Periodici
- (ES) La desconocida historia de un desconocido, in Icaro. Boletín informativo de la Asociasión de Aviadores de la República, n. 72, Madrid, Asociasión de Aviadores de la República, octubre 2002,  pp. 14-15.
- (EN) The Koolhoven K.K.40, in Flight, n. 1103, Kingsway, 14 February 1930,  p. 203.